# Wendelin Eiterer
Wendelin Eiterer (* 9. Mai 1819 in Kaunerberg; † 1. Dezember 1909 ebenda) war ein österreichischer, konservativer Politiker und Abgeordneter zum Tiroler Landtag.

## Ausbildung und Beruf
Eiterer wurde als Johann Wendelin Eiterer sowie Sohn des Schulleiters Johann Eiterer am Kaunserberg geboren und besuchte einen Präparandenkurs an der Kreishauptschule in Imst. In der Folge arbeitete er bereits im Alter von 15 Jahren als Lehrer in seinem Heimatdorf und absolvierte in den Schulferien Kurse in Brixen und Innsbruck zur Ausbildung zum Hauptschullehrer. Nach bestandenen Prüfung zum Hauptschullehrer besuchte er Vorlesungen der Forstwirtschaft, Ökonomie, Physik, Chemie, Zoologie, Botanik, Mineralogie und Erziehungslehre an der Universität Innsbruck. Im Jahr 1898 musste er sich nach 64-jähriger Tätigkeit als Lehrer auf Grund seiner Schwerhörigkeit aus seinem Beruf zurückziehen. Er verfasste im Anschluss auf 439 Seiten seine Lebenserfahrungen sowie eine Chronik von Kaunerberg. Eiterer starb im Alter von 90 Jahren an Altersschwäche in seinem Heimatort Kaunerberg, wobei er zuletzt in Poschackerl gelebt hatte.

## Politik und Funktionen
Eiterer wurde 1850 zum Bürgermeister der Gemeinde Kaunerberg gewählt und wirkte bis 1858 in dieser Funktion. Er wurde 1865 im Landgemeindebezirk für die Gerichtsbezirke Nauders, Ried und Landeck in den Landtag gewählt und gehörte diesem bis 1889 an. Er wirkte im Landtag von Beginn an im Finanz-, Bezirkseinteilungs- und Landwirtschaftskomitee und gehörte später auch dem Schulkomitee an. Er wirkte an der Schulreform mit und galt als Gegner eines liberalen Schulgesetzes. Er war von 1870 bis 1875 Mitglied der Grundsteuerregulierungsbezirkskommission Landeck und machte sich in der Waldwirtschaft einen Namen, was zur Verleihung des goldenen Verdienstkreuzes führte.

## Werke
- Die neuen Schulgesetze dem Volke beleuchtet (Broschüre)